# Sakuji-bugyō
Les sakuji-bugyō (作事奉行) sont des fonctionnaires du shogunat Tokugawa responsables de l'architecture et des questions relatives aux travaux de génie civil.
Les nominations à cette fonction sont généralement réservées aux fudai daimyo. La traduction classique interprète ces titres japonais comme « commissaire », « surveillant » ou « gouverneur ».
Le poste est créé le 3e jour du 10e mois de la neuvième année de l'ère Kan'ei (1632). Trois sakuji-bugyō sont nommés simultanément dans un effort pour renforcer les contrôles administratifs sur ce qui était auparavant une armée ad hoc de constructeurs dans un large éventail de métiers. Dans un sens, ces nominations peuvent être considérées comme une réponse à un certain nombre de choses qui ne s'étaient pas bien passées dans d'autres projets de construction antérieurs.
Les trois obligés loyaux des Tokugawa deviennent responsables d'un certain nombre de projets de construction du shogunat dans les années 1630. Le rang de ces sakuji-bugyō est considéré approximativement comparable à celui des kanjō-bugyō et des machi-bugyō.

## Liste desakuji-bugyō
- Sakuma Sanekatsu[2].
- Kano Motokatsu[3].
- Sakai Tadatomo[3].
- Kurihara Murikazu[4].